# Elipson
Elipson, entreprise fondée en 1938, est la plus ancienne marque spécialisée dans la fabrication d'enceintes acoustiques haut de gamme françaises. Joseph Léon fut le véritable créateur de l'entreprise et de sa transformation vers l'acoustique. C’est lui qui créa et sculpta le son Elipson en expérimentant tous azimuts des formes en staff des réflecteurs sonores, des sphères, des conques.
C'est actuellement une marque commerciale de la société AV Industry à la suite de la cession d'actifs intervenue le 14 avril 2008.

## Les origines d'Elipson
Joseph Léon (1908-1984) eut la reconnaissance des professionnels, durant la période 1940-1973, en équipant tout l’ORTF, à travers ses trois années de travaux aux laboratoires d'acoustique de le RTF. Elipson équipa au même moment le pavillon français de l’Exposition universelle de 1958.
La reconnaissance du public arriva pour Elipson après 1967, avec le modèle mythique, la BS40/2, une sphère de 40 cm, deux voies, qui arriva comme le must de la hi-fi chez soi.

### Joseph Léon
Joseph Léon est né à Bordeaux, le 8 novembre 1908. C'est un ingénieur de l'école des Arts et métiers passionné de recherches acoustiques. En 1930, il rentre à la Compagnie Radio Cinéma du groupe CSF en qualité d’ingénieur pour le montage et la mise au point de la sonorisation des salles de cinéma.
La société, fondée en 1938, s’appelle Multimoteurs et fabrique de petits moteurs pour de trains électriques, entre autres. C’est en 1940 que commencent les recherches du modèle que l’on nommera plus tard AS50, une boule avec un réflecteur elliptique ; mise au point à l’époque par M. Bazin et M. Latour afin de diversifier les activités de la marque. 
De par sa formation d’ingénieur, il avait une vision bien à lui du son, faite de recherches, perfectionnement, de rigueur partant de postulat de base que les haut-parleurs seront à jamais le point faible d’une enceinte et que l’oreille détecte plus le décalage fréquence que de puissance dans le spectre sonore et que, partant de cela, il fallait réussir le son le plus vrai et vivant avec toute la subjectivité que cela comprend.
L’idée sur laquelle travailla Joseph Léon est de concentrer toute l’énergie acoustique du haut-parleur par le biais du réflecteur, donnant une enceinte avec un style visuel encore jamais vu, du design ultramoderne, que l’on retrouve parfois dans les produits actuels, sans en avoir la volonté première. En développant le système de la conque, Elipson permet de sonoriser de grand espace avec précision et qualité.
Durant cette période, chaque modèle était travaillé pour un endroit avec une volonté spécifique ; un évent, un haut-parleur spécifique, un réflecteur spécifique ellipsoïde, / 180 / feuille… Ce qui donne un nombre considérable de modèles. Joseph Léon semblait toujours guidé par la perfection de la restitution sonore ; pour chaque cas, il devait tout remettre à plat. Et avec sa rigueur et sa ténacité, choisissant le meilleur composant du moment avec soin. Car si le 215 SRTF de Supravox fut rendu mythique par Elipson, ce n’était pas le seul haut-parleur utilisé. Dans des séries spécifiques il y eut des Princeps, Audax, des Tannoy, des JBL, des Goodmans, des Cabasse.
Elipson travaillait principalement pour la sonorisation et donc avec des professionnels. M. Léon semblait refuser toutes démarches marketing et publicitaire.
À partir de 1960, la société commence les recherches d’enceintes multivoies avec le dépôt de nombreux brevets et modère les recherches sur les réflecteurs.
Ce changement commence par la commande de l’ORTF d’une enceinte de monitoring de qualité. Cette recherche commune aboutira par une première série du modèle « Religieuse » dont il y a dû avoir une vingtaine de modèles. C’était une ogive orientée à 30° avec un Princeps elliptique, un médium en décalage (HP Cabasse) avec une surprise de M. Léon, un micro Mélodium en guise de tweeter, positionné en décalage mécanique afin d’optimiser la réponse en phase avec les autres haut-parleurs, tout cela alimenté par un ampli triphonique Schlumberger à lampes situé dans le pied. Ce décalage de haut-parleur permet de les mettre en phase les différents haut-parleurs afin d'avoir une image cohérente, principe mis au point avec les modèles 402 ou 502. Ce modèle reste mythique par ses avancées techniques aussi bien que par son esthétique extraordinaire encore plus à l’époque qu’aujourd’hui. Et de ce modèle on trouve plusieurs versions ; le côté expérimental (recherche perpétuelle) de Joseph Léon reste toujours là. 
Le 25 mars 1962, M. Léon est médaillé de l’Ordre du mérite pour la recherche et l’invention.
Cinq ans plus tard, cette collaboration donne naissance à un autre modèle mythique la 4050 qui fut l’enceinte référence de la revue du son, et ce modèle absolu donna les modèles de série 4050, 4240, 4040, BS50/2, BS40/2, 502, 402, etc.
De là, le succès public était assuré avec des modèles comme la BS40, la BS40/2 et la 4040 dont la taille était plus facilement acceptable dans un appartement. D’autant que M.Léon avait dû se laisser convaincre du bienfait pour l’entreprise de quelques publicités et communications avec la presse, (grâce à la gentillesse et à la compétence de M. Jean Claude Tornior et à l’engouement de M. Pastor et M. Vercher) et d’autres.
Parallèlement, Elipson développe pour la sonorisation tout un arsenal de systèmes Étoile, de cylindres sur les mêmes principes du résonateur et de la boule.
La dernière recherche de M. Léon fut la 1303, dont la légende veut que la version publique ait été dessinée par Raymond Loewy. Celle-ci reste une enceinte magique par sa réponse en fréquence très étendue, par une restitution du son aérée et précise. Elle était fabriquée en deux versions, bois et staff.

### Brevets d'Elipson
- Perfectionnement apporté aux dispositifs émetteurs de son, le 31 janvier 1950: N°1.012.676
- Enceinte a résonance compensée pour haut-parleur, le 11 décembre 1953: N° 1.095.563
- Perfectionnement apporté aux enceintes acoustiques pour haut-parleurs, le 18 février 1956: N° 1.142.754
- Perfectionnement apporté aux dispositifs sonores constitués par un haut-parleur et par une enceinte acoustique a évent, le 20 février 1959: N° 1.223.1
- Perfectionnement apporté aux émetteurs de son comportant une source acoustique et un réflecteur, le 7 mars 1959: N° 1.227.457
- Réducteurs de son, le 31 août 1962: N° 1.339.664
- Procédé et dispositif de sonorisation, le 25 février 1964, N° 1.391-125
- Enceintes acoustiques type des résonateurs de Helmholz, le 31 janvier 1966, N° 1 4SI .086
- Haut-parleur, le 16 août 1966, N° 1.496.185
- Enceinte acoustique haute fidélité, le 28 septembre 1968, N° 1.567.761
- Enceinte acoustique pour haut-parleur, le 10 février 1970, N° 7.004.707
- Faisceau sonore directionnel et concentré. Dispositif Etoile, le 21 octobre 1970, N° 7.037.961

### Chronologie de la société
- 1938 Création de l'entreprise Multimoteur, qui construit des moteurs de jouets en particulier de petits trains électriques.
- En 1940, son directeur Henry Bazin et l'ingénieur Maurice Latour, s'orientent vers la mise au point d'un haut-parleur composé d'une sphère et d'un réflecteur de forme ellipsoïdale.
- 1946 Joseph Léon démobilisé rentre chez Multimoteur comme directeur commercial.
- 1948 Joseph Léon devient directeur général de la société.
- 1951, la société prend son nom actuel d'Elipson. Durant cette période, Joseph Léon insuffle les recherches tous azimuts sur les réflecteurs, les résonateurs, etc.,.
- 1973 l'entreprise commence l'étude et la construction d'enceintes à coffret bois. Elle quitte le Plessis-Robinson et s'installe à Bagneux.
- Le 15 mars 1987, décès de Joseph Léon.
- 2008 Liquidation judiciaire d'Elipson (27 février), cession à AV-Industry (14 avril)[5].
- 2009  La fabrication des produits se poursuit au sein de AV Industry, avec une série d'enceintes sphériques, les planet L et avec une évolution moderne de la 4050, la 4260.

## Articles
Anciens articles concernant la conque Elipson: 
- Onde Électrique, juillet 1952 (no 304). «Deux applications de la notion de distorsion spatiale», par J. Bernhardt.
- AUDIO, octobre 1956. «Son et Lumière - Outdoor Stereo», par Edward Tainall Canby.
- Revue du SON: 
  - no 10, janvier 1954 : «Le diffuseur Elipson, un transformateur de rayonnement acoustique», par J. Bernhardt[6].
  - Juillet-août 1956 : «Sur l'évolution de la conque Elipson».
  - no 47-48, mars-avril 1957 : «Une nouvelle conque de salon»[7]
  - Mai 1963 : «Trois ans de recherches aux Laboratoires d'Acoustique de l'ORTF».